# 補闕
補闕，唐代言官，職掌規諫朝政缺失。

## 沿革
武則天垂拱元年（685年）設置左補闕於門下省、右補闕於中書省，左、右各二人，位秩從七品上，官名來自「言國家有過闕而補正之」，職掌與拾遺相同，「掌供奉諷諫，扈從乘輿。凡發令奉事有不便於時，不合於道，大則廷議，小則上封。若賢良之遺滯於下，忠孝之不聞於上，則條其事狀而薦言之。」才能尚可就能授任補闕，不拘出身官階及銓敘。補闕也設有內供奉，無定員額，資格、俸祿與正官相同。
天授初年（690年），左、右補闕各增加三員，與原有四人合計為十人。神龍初年（705年），依舊改回左右各二員。
北宋改名為左右司諫。南宋沿置，隨後撤罷。
明初設左右司諫，不久即撤職，建文帝再設置補闕，明成祖即位後再度廢除。 